# 布罗索
布罗索（意大利语：Brosso），是意大利皮埃蒙特大区都灵省的一个市镇。人口472(2010年12月31日)。